# Palacio de Rosenau

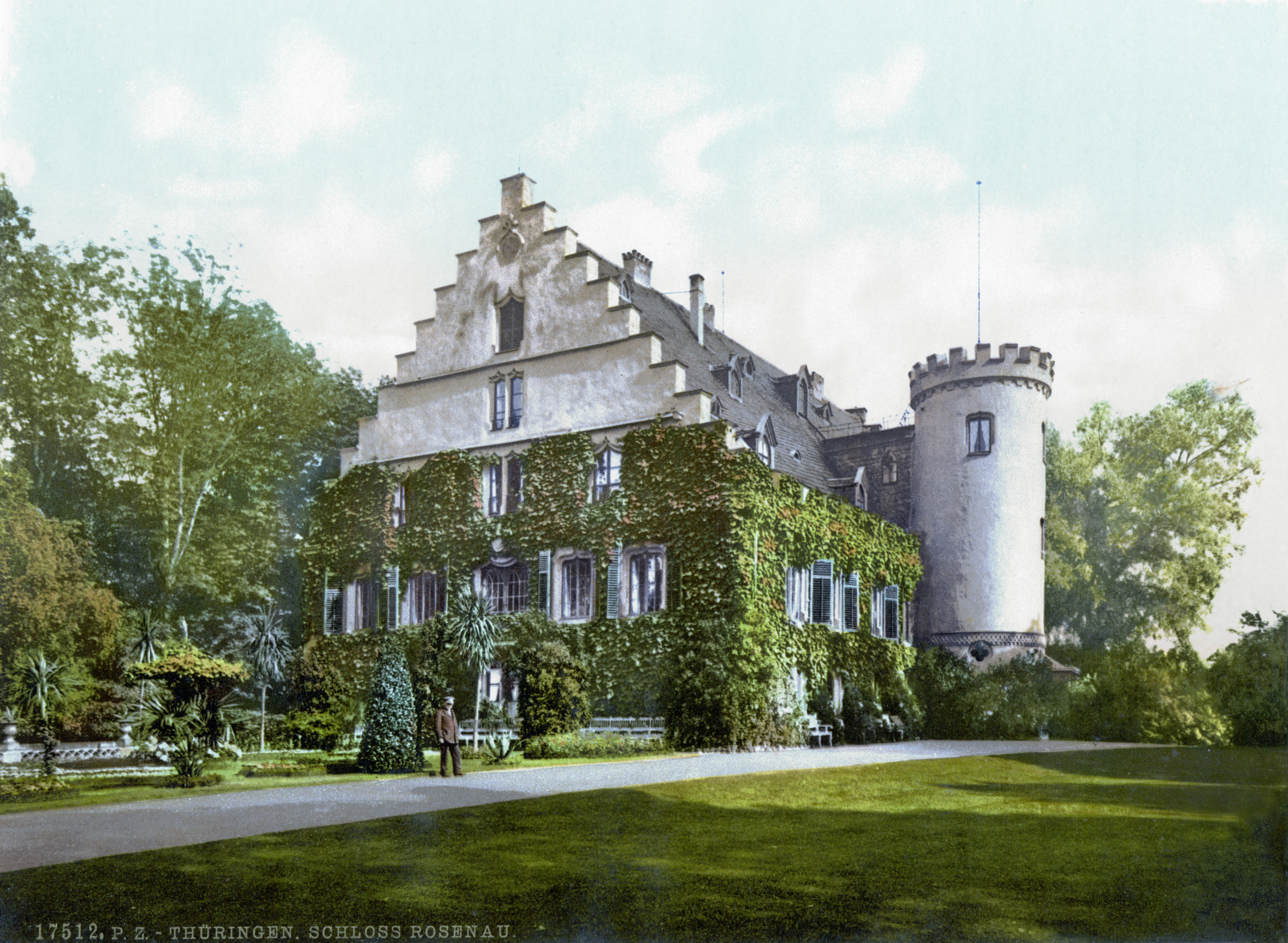
El Palacio de Rosenau, c. 1900.

El palacio de Rosenau (en alemán: Schloss Rosenau) es un antiguo castillo, convertido en casa de campo ducal, entre las ciudades de Coburgo y Rödental, anteriormente en el ducado de Sajonia-Coburgo, ahora perteneciente al estado federado de Baviera, Alemania.
El palacio de Rosenau es mayormente conocido como el lugar de nacimiento y hogar de adolescencia del príncipe Alberto de Sajonia-Coburgo-Gotha, quien se convirtió en consorte de la reina Victoria del Reino Unido en 1840.
No debe ser confundido con otra mansión del mismo nombre en Waldviertel, Austria.

## Historia

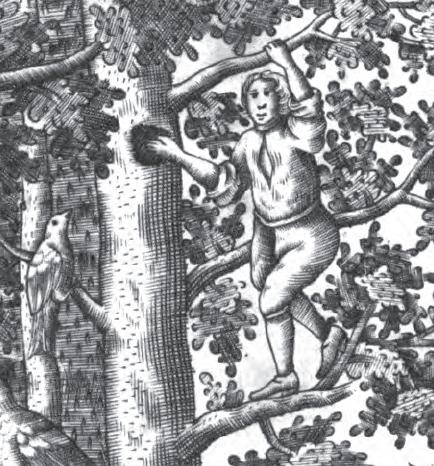
Frontispicio (detalle) del libro de Pernau de 1707.

La base principal del Rosenau es una estructura medieval que fue construida por primera vez antes de 1439, estando registrada como una posesión de los señores de 'Rosenawe'. Durante tres siglos, la finca fue propiedad de una familia que tomó su nombre del Rosenau; sin embargo, Silvester von Rosenau, un amigo de Lutero y Melanchthon, legó sus propiedades a su hijo abrumado por sus deudas.
En 1704, la familia Rosenau perdió finalmente la propiedad cuando fue vendida como residencia de verano al barón austríaco Johann Ferdinand Adam von Pernau (1660-1731), quien había sido miembro del Consejo privado del duque Alberto V de Sajonia-Coburgo. Pernau fue un estudioso pionero del comportamiento de las aves. Como un experimento prolongado liberó un número de jóvenes pinzones en los alrededores del Rosenau entre 1704 y 1720, después de enseñarles primero a cantar como si fueran bisbitas. Fue conocido como Freiherr von Pernau zu Rosenau, y su más importante publicación, impresa en Coburgo en 1707, se titulaba Lecciones, hasta lo que puede hacerse con las queridas criaturas, los pájaros, mediante la prueba de sus características y adiestramiento, o por otras formas de instrucción, para el ocio y placer.

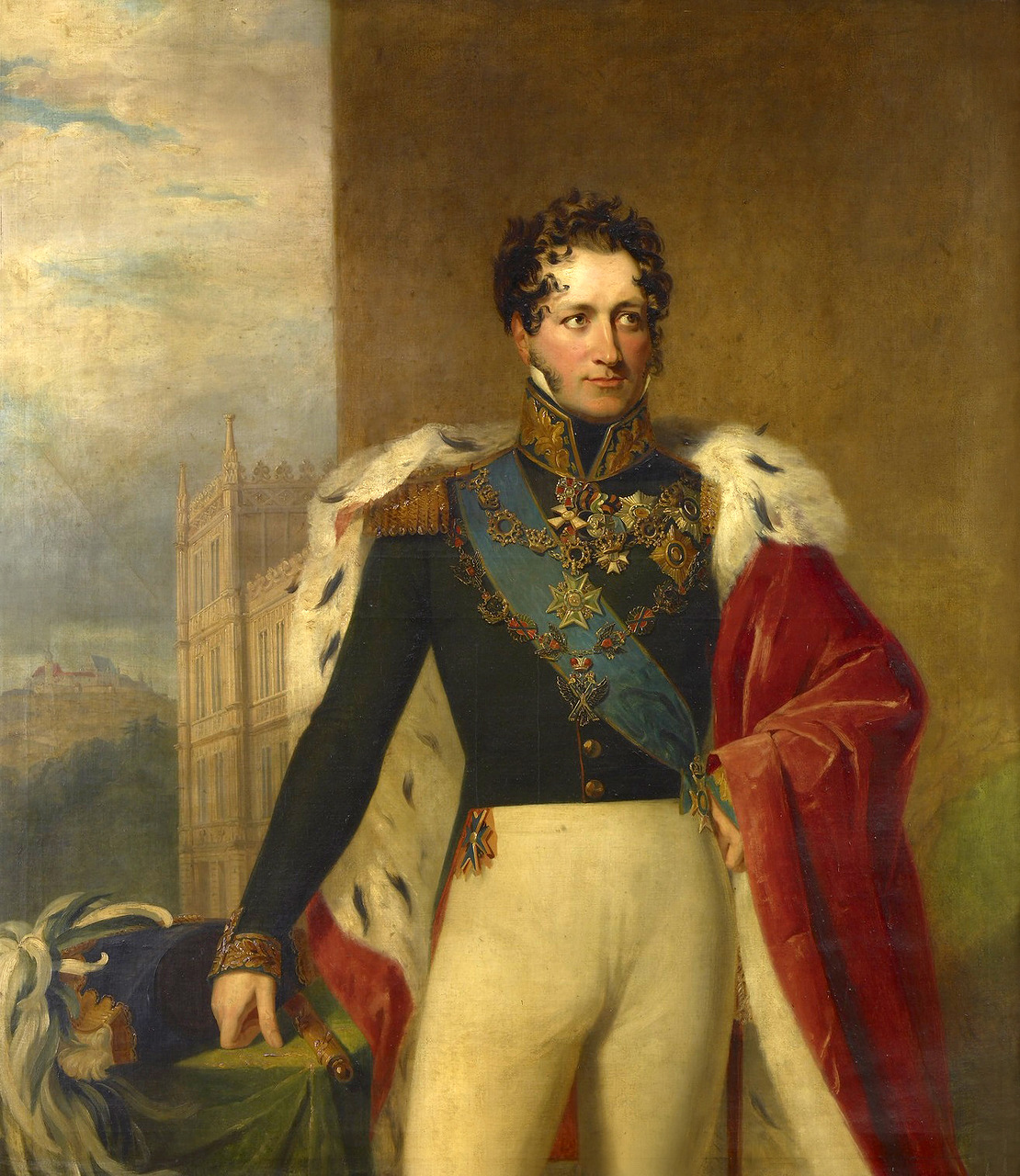
Duque Ernesto I, quien vivió en el palacio a principios del.

En 1731, tras la muerte de Pernau, la finca fue adquirida por el duque Federico II de Sajonia-Gotha-Altenburgo. Debido a las deudas de uno de sus sucesores, el Rosenau salió de la familia, pero en 1805 Francisco, duque de Sajonia-Coburgo-Saalfeld, la recompró como residencia de verano para su propio hijo y heredero, Ernesto, quien más tarde se convirtió en duque de Sajonia-Coburgo-Gotha. Entre 1808 y 1817, la mansión principal fue enteramente renovada y reconstruida en estilo neogótico bajo la supervisión del arquitecto prusiano Karl Friedrich Schinkel. Su Salón de Mármol (Marmorsaal), con tres naves, llega hasta la mitad de la planta baja y es llamado así por la decoración con mármol gris. En el mismo tiempo en que fue reconstruida la mansión, el parque fue rediseñado en el estilo de jardín inglés.
En el parque existe una orangerie, una columna de un torneo medieval como reloj solar, las ruinas de una ermita y el Lago del Cisne y el Estanque del Príncipe.
A cada extremo del Rosenau, Schinkel añadió faldones escalonados en el tejado de estilo gótico temprano. Las ventanas tomaron forma en estilo gótico más tardío, agregándose pequeños balcones y escudos de armas en piedra para decorar la fachada principal. La torre principal, que en 1700 había sido coronada por una cúpula Welsche Haube, similar a una cúpula acebollada, fue almenada, mientras que una torre en ruinas fue dejada en forma de ruinas románticas.
El 26 de agosto de 1819, la esposa de Ernesto, la princesa Luisa, dio a luz en la mansión al príncipe Alberto de Sajonia-Coburgo-Gotha (1819-1861). El 19 de septiembre de 1819, Alberto fue bautizado en el Salón de Mármol en la Iglesia Evangélica Luterana con agua del río local, el Itz, siendo sus padrinos Francisco II de Austria, el último emperador del Sacro Imperio Romano Germánico, el duque de Teschen, el duque de Gotha y su abuela Augusta de Sajonia-Coburgo. Alberto pasó su infancia en el Rosenau. En 1840, se convirtió en marido de la reina Victoria del Reino Unido.

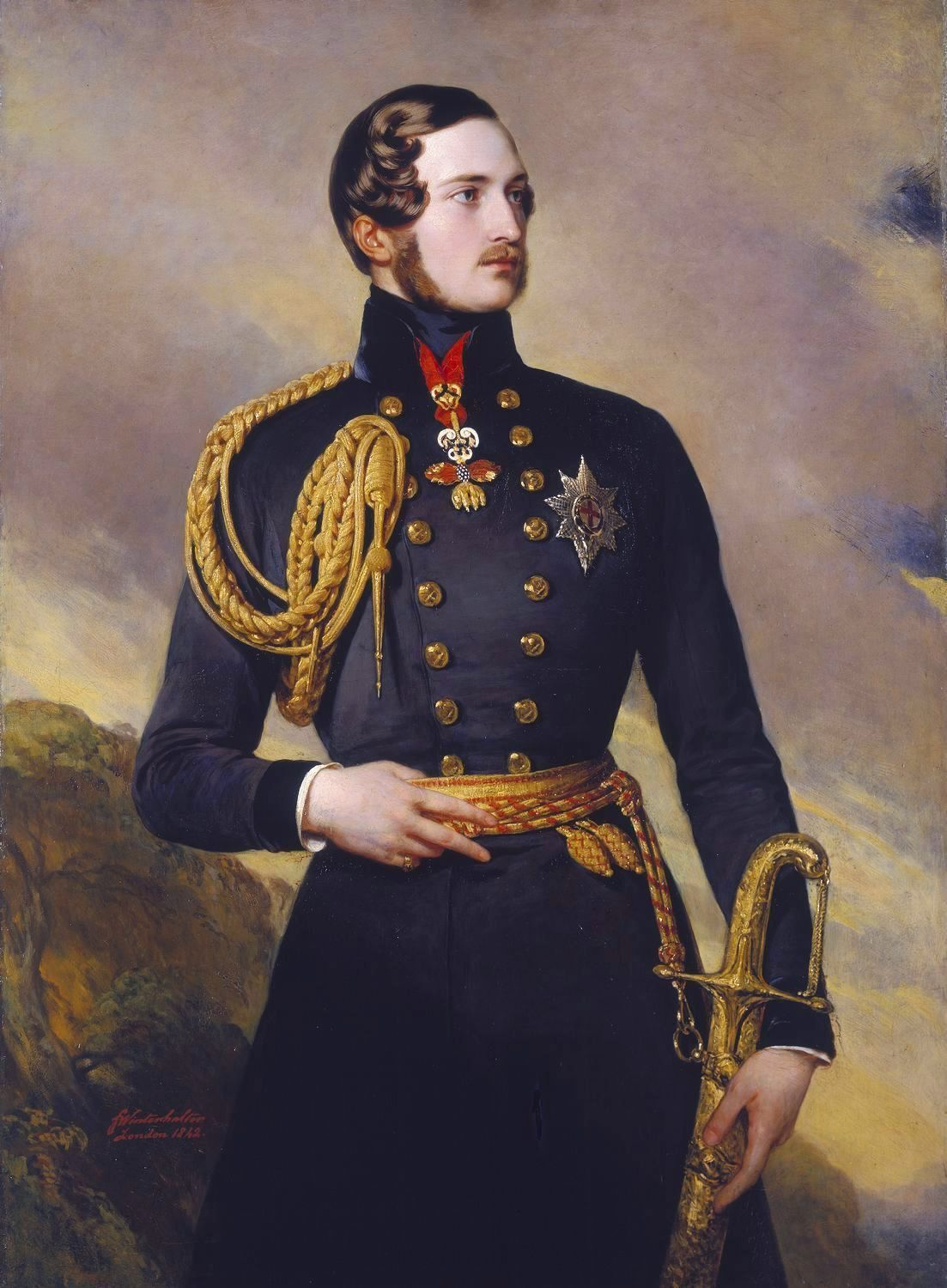
El Príncipe Alberto, nacido en el Rosenau; pintura de 1842.

Elizabeth Longford escribió más tarde escribió sobre las semanas antes de la salida de Alberto para cortejar a Victoria:

...por encima de todo, él adoraba su casa, el Rosenau, un pequeño palacio (Schloss) romántico a la afueras de Coburgo... El príncipe Alberto había pasado septiembre en el tranquilo Rosenau, su feliz lugar de nacimiento, fortaleciéndose contra las esperadas humillaciones de Windsor. Partió con una carta de recomendación del rey Leopoldo en el bolsillo y un ultimátum en su corazón.

Durante la primera visita de Victoria a Coburgo, ella y Alberto durmieron en su habitación de nacimiento en el Rosenau. "¡Qué felices, qué alegres que estamos!" escribiría Victoria más tarde.
El Zarévich de Rusia y su futura esposa Alix de Hesse y el Rin visitaron la mansión en abril de 1894, un día después de su propio compromiso.
Alfredo, Duque de Sajonia-Coburgo-Gotha, el segundo hijo de Victoria y Alberto, conocido previamente como Alfredo, Duque de Edimburgo, que había sido el segundo en la sucesión al trono británico entre su nacimiento en 1844 y el nacimiento del príncipe Alberto Víctor en 1864, tomó en posesión el Rosenau y murió aquí el 30 de julio de 1900. Su esposa era la Gran Duquesa María Aleksándrovna de Rusia, quien continuó viviendo en el Rosenau hasta su muerte en 1920.
El 15 de julio de 1909, la hija del duque Alfredo, la princesa Beatriz (1884-1966), se casó con Alfonso, Duque de Galliera, en una ceremonia civil en la casa, seguida de una ceremonia religiosa católica en San Agustín, Coburgo, y una luterana en el Castillo de Callenberg.
El último duque reinante, Carlos Eduardo, cuyo padre había sido el menor de los hijos de Victoria y Alberto, el príncipe Leopoldo, Duque de Albany, abdicó el 14 de noviembre de 1918, pocos días después del fin de la Primera Guerra Mundial. El 7 de junio de 1919, concluyó con el recién creado Estado Libre de Coburgo un acuerdo de liquidación de sus activos en Coburgo, recibiendo 1.500.000 marcos por unas 4.500 hectáreas de tierra y por varios tesoros artísticos y construcciones, incluyendo el Rosenau. Sin embargo, la casa fue arrendada hasta 1938 a las hijas del duque Alfredo, María, reina de Rumanía, la Gran Duquesa Victoria Feodorvna de Rusia, la princesa Alejandra de Hohenlohe-Langenburg y la princesa Beatriz, Duquesa de Galliera. Victoria, emperatriz consorte titular de Rusia, era la madre de Vladimir Kirilovich (1917-1992), jefe de la familia Romanov y pretendiente al trono de Rusia. Estuvo en la mansión con su hijo hasta la década de 1920. Victoria murió en 1936 y fue enterrada en el Rosenau, donde había mantenido una capilla ortodoxa rusa, fundada por su madre, María Alexandrovna. Sus restos fueron trasladados al Mausoleo Gran Ducal de la Fortaleza de San Pedro y San Pablo en San Petersburgo el 7 de marzo de 1995.
Durante la Segunda Guerra Mundial, el palacio fue utilizado desde 1941 como acomodación para el Arbeitsdienst, o Servicio Nacional del Trabajo. En 1945, se convirtió en un hogar para convalecientes de la Comisión de Refugiados, y desde 1948 en una residencia para ancianos por más de veinte años. La mansión permaneció vacía durante unos años, antes de que en 1972 el Estado Libre de Baviera la adquiriera, ahora en pobre condición, con la intención de restaurarla.

## Actualidad

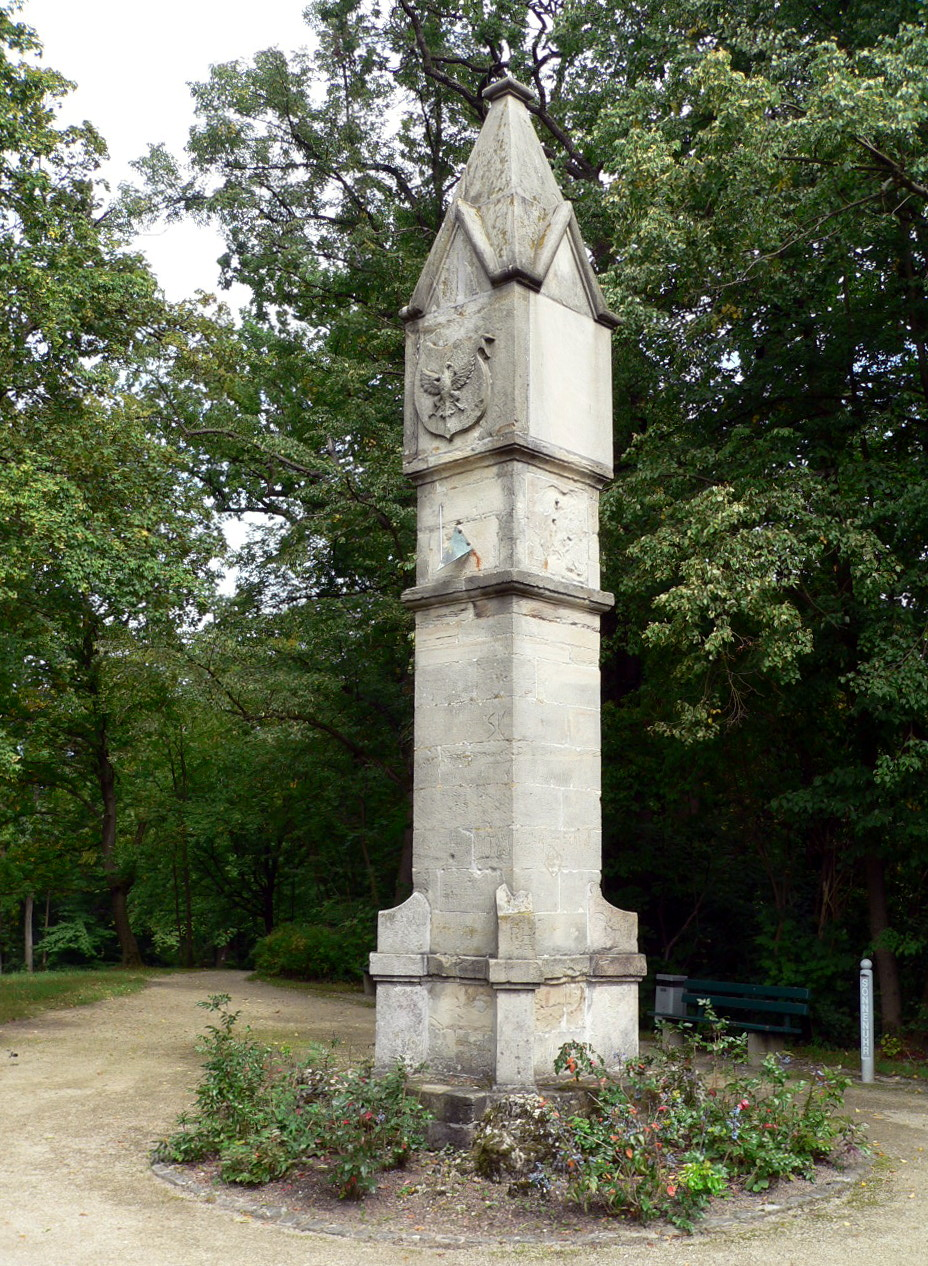
El Turniersäule o Columna del Torneo medieval, un reloj solar.

El Palacio de Rosenau está ahora a cargo de la Administración Bávara de Palacios, Jardines y Lagos del Estado, un departamento del estado federado alemán de Baviera. Desde 1990, la mansión y el jardín han estado abiertos al público, y pueden visitarse todas las habitaciones de las dos plantas inferiores. Cada verano, existe un programa de conciertos en el Salón de Mármol. Al lado una biblioteca, previamente utilizada como capilla de la Iglesia ortodoxa rusa por la Gran Duquesa María pero ahora retornada a su uso original, está decorada con pinturas de Los Viajes de Thidolf el Islandés de Friedrich de la Motte Fouqué. En el piso superior, las otras habitaciones principales tienen las paredes decoradas y amuebladas brillantemente según el estilo Biedermeier. Entre las reliquias familiares se encuentra una cuna que se ha dicho ser del príncipe Alberto. En la Orangerie, se ha instalado un museo de vidrio moderno.
Los herederos de la familia ducal, ahora encabezados por el príncipe Andreas de Sajonia-Coburgo-Gotha, todavía viven en las cercanías, en el castillo de Callenberg.